# Cheky
Das (der) Cheky, auch Scheki, war ein türkisches Gewichtsmaß. Das Maß war ursprünglich ein Handelsmaß und ein Gold-, Silber-, Edelstein- und Medizinalgewicht. Es gab verschiedene Bezeichnungen, wie Tscheki und Chequi, Chakie, aber auch in der Zusammensetzung Yusdrom-Cheky. Cheky richtete sich in der Größe nach der Ware und der Region.
- 1 Cheky = 100 Dirhem = 320,758 Gramm[1]
- 1 Cheky Opium = 250 Dirhem[2] = 801,84 Gramm
- 1 Cheky Kamelhaar = 800 Dirhem = 2,56 Kilogramm
- Basra * 1 Cheky/Chaqui =  100 Miskal/Drammen = 1600 Kara = 6400 Grän = 466,5 Gtamm
- Türkei 1 Oka = 4 Cheky = 400 Drachmen = 1278,5 Gramm[2]
- 1 Teffé Seide = 6 Cheky = 600 Drachmen[2]
- Smyrna 1 Cheque = 320,875 Gramm
- Handelsgewicht 1 Cheky = 318 ⅔ Gramm
- 2 Yusdrom-Cheky = 1 Rottolo
- 4 Yusdrom-Cheky = 1 Oka
- 8 Yusdrom-Cheky = 1 Batman (kleiner)
- 32 Yusdrom-Cheky = Batman (großer)
- 234 Yusdrom-Cheky = 1 Quintal/Cantar

In der Form  Tchequis  war das türkische Gewichtsmaß auch bekannt.
- 1 Tchequis = 2 Oken = 800 Drachmen (für Ziegenfell)
- 1 Tchequis = 250 Drachmen (für Opium)